# معن بن أوس
معن بن أوس المزني شاعر جاهلي أدرك الإسلام وأسلم وهو من صحابة النبي محمد.
شاعر فحل مجيد، من مخضرمي الجاهلية والإسلام ويعتبر من أشعر أهل الإسلام كما كان زهير بن أبي سلمى المزني من أشعر أهل الجاهلية.
له مدائح في جماعة من الصحابة، رحل إلى الشام والبصرة، وكف بصره في أواخر أيامه، وكان يتردد إلى عبد الله بن عباس وعبد الله بن جعفر بن أبي طالب فيبالغان في إكرامه.
له أخبار مع عمر بن الخطاب، وكان معاوية يفضله ويقول: أشعر أهل الجاهلية زهير بن أبي سلمى، وأشعر أهل الإسلام ابنه كعب ومعن بن أوس.
وهو صاحب لامية العجم التي أولها:
لعمرك ما أدري وإني لأوجل على أينا تعدو المنية أول مات في المدينة.

## الاسم والنسب
اسمه ونسبه: هو معن بن أوس بن نصر بن زياد بن أسعد بن أسحم بن ربيعة بن عدي بن ثعلبة بن ذؤيب بن عداء بن عثمان بن (مزينة) واسمه عمرو بن أدبن طابخة بن الياس بن مضر بن نزار بن معد بن عدنان.
وكف بصره في أواخر أيامه وتوفي سنة 64 هـ الموافق 683 م.

## من شعره
- [4][5][6][7][8][9]

- ورثنا المجد عن آباء صدقأســــأنا في ديــارهم الصنيعاإذا الحسب الرفيع تواكلتهبناة السوء أوشك أن يضيعا
- فيا أيها المرء الذى ليس صامتاولا ناطقا أن قال فصلا ولا عدلاإذا قلت فاعلم ما تقول ولا تكنكحاطب ليل يجمع الدق والجزلامزينة قومى إن سألت فإنهملهم عزة لا تستطيع لها نقلانقول فيرضى قولنا ونعينهونحن أناس نحسن القيل والفعلافكم من عدو قد أباحت رماحناوكم من صديق نال من سيبنا سجلا
- وذى رحم قلمت أظافر ضغنهبحلمى عنه وهو ليس له حلمإذ سمته وصل القرابة سامنىقطيعتها، تلك السفاهة والإثمويسعى إذا ابنى لهدم صالحىوليس الذى يبنى كمن شأنه الهدميحاول رغمى لا يحاول غيرهوكالموت عندى أن ينال له رغمفمازلت في لين له وتعطفىعليه كما تحنو على الولد الأم